# Piotr Sawczuk

Wappen von Piotr Henryk Sawczuk

Piotr Henryk Sawczuk (* 29. Januar 1962 in Puczyce, Polen) ist ein polnischer Geistlicher und römisch-katholischer Bischof von Drohiczyn.

## Leben
Piotr Sawczuk wuchs als Sohn einer Bauernfamilie in Masowien auf. Nach dem Abitur am Lyzeum in Biała Podlaska trat er in das Priesterseminar von Siedlce ein. Am 6. Juni 1987 empfing er durch den Bischof von Siedlce, Jan Mazur, das Sakrament der Priesterweihe.
Nach zwei Jahren als Vikar in Wisznice nahm Sawczuk 1989 ein Kirchenrechtsstudium an der Katholisch-Theologischen Akademie (Akademia Teologii Katolickiej) in Warschau auf. 1996 wurde er bei Jerzy Syryjczyk mit der Dissertation Communicatio in sacris promoviert. Anschließend war er als Notarius curiae tätig und unterrichtete am Diözesanseminar. Im Jahr 2003 wurde er Ehrendomherr und Kanzler des Bistums; 2009 wurde er Domkapitular und Generalvikar des Bistums Siedlce. Papst Benedikt XVI. verlieh ihm im September 2010 den Titel eines Päpstlichen Ehrenkaplans.
Am 19. Januar 2013 ernannte ihn Papst Benedikt XVI. zum Titularbischof von Ottana und zum Weihbischof in Siedlce. Der Bischof von Siedlce, Zbigniew Kiernikowski, spendete ihm am 6. April desselben Jahres in der Verkündigungsbasilika die Bischofsweihe; Mitkonsekratoren waren Celestino Migliore,  Apostolischer Nuntius in Polen, und Henryk Marian Tomasik, Bischof von Radom.
Am 17. Juni 2019 ernannte ihn Papst Franziskus zum Bischof von Drohiczyn. Die Amtseinführung erfolgte am 20. Juli desselben Jahres.